# Baška (Słowacja)
Baška – wieś (obec) na Słowacji położona w kraju koszyckim, w powiecie Koszyce-okolice. Pierwsze wzmianki o miejscowości pochodzą z roku 1247. 
Według danych z dnia 31 grudnia 2012, wieś zamieszkiwało 505 osób, w tym 248 kobiet i 257 mężczyzn.
W 2001 roku rozkład populacji względem narodowości i przynależności etnicznej wyglądał następująco:
- Słowacy – 98,62%
- Czesi – 0,35%
- Rusini – 1,04%

Ze względu na wyznawaną religię struktura mieszkańców kształtowała się w 2001 roku następująco:
- Katolicy rzymscy – 92,04%
- Grekokatolicy – 3,46%
- Ewangelicy – 0,69%
- Ateiści – 2,08%
- Nie podano – 0,69%